# Marathon van Turijn 2010
De marathon van Turijn 2010 vond plaats op zondag 10 november 2010. Het was de 24e editie van deze marathon. 
De wedstrijd bij de mannen werd gewonnen door de Italiaan Ruggero Pertile in een tijd van 2:10.58. Hij bleef hiermee de Keniaan Lawrence Kimayo bijna een minuut voor. Diens landgenote Priscah Jeptoo won de wedstrijd bij de vrouwen in 2:27.02. Zij had meer dan een minuut voorsprong op de Ethiopische Gelete Fate, die er 2:28.22 over deed. 

## Uitslagen

### Mannen
| rang   | naam             | land | tijd    |
| ------ | ---------------- | ---- | ------- |
| Goud   | Ruggero Pertile  | ITA  | 2:10.58 |
| Zilver | Lawrence Kimaiyo | KEN  | 2:11.45 |
| Brons  | Gemechu Lemma    | ETH  | 2:12.21 |
| 4      | Peter Chesang    | KEN  | 2:13.06 |
| 5      | Danilo Goffi     | ITA  | 2:14.38 |
| 6      | John Komen       | KEN  | 2:15.20 |
| 7      | Daniel Kiprop    | KEN  | 2:15.45 |
| 8      | Abebe Negash     | ETH  | 2:15.49 |
| 9      | John Kiprotich   | KEN  | 2:15.56 |
| 10     | Richard Rotich   | KEN  | 2:16.15 |
| 11     | Anton Kosmac     | SLO  | 2:17.48 |
| 12     | Primoz Kobe      | SLO  | 2:17.56 |
| 13     | Piotr Palka      | POL  | 2:23.28 |
| 14     | Robert Kotnik    | SLO  | 2:24.57 |
| 15     | Fabrizio Sutti   | ITA  | 2:27.36 |
| 19     | Giuseppe Veletti | ITA  | 2:36.31 |

### Vrouwen
| rang   | naam                | land | tijd    |
| ------ | ------------------- | ---- | ------- |
| Goud   | Priscah Jeptoo      | KEN  | 2:27.02 |
| Zilver | Gelete Fate         | ETH  | 2:28.22 |
| Brons  | Florence Chepkosgei | KEN  | 2:32.38 |
| 4      | Nina Podnebesnova   | RUS  | 2:34.03 |
| 5      | Alesya Nurgalyeva   | RUS  | 2:34.08 |
| 6      | Mehtap Sizmaz       | TUR  | 2:35.45 |
| 7      | Elena Nurgalyeva    | RUS  | 2:37.21 |
| 8      | Daneja Grandovec    | SLO  | 2:45.59 |
| 9      | Catherine Lallemand | BEL  | 2:52.38 |
| 10     | Sonja Von Opel      | GER  | 2:58.20 |
| 11     | Daniela Scutti      | ITA  | 2:59.22 |
| 12     | Luisa Fumagalli     | ITA  | 3:04.29 |
| 13     | Cristina Benedetto  | ITA  | 3:04.54 |

1974 ·
1975 ·
1976 ·
1977 ·
1978 ·
1979 ·
1980 ·
1981 ·
1982 ·
1983 ·
1984 ·
1985 ·
1986 ·
1987 ·
1988 ·
1989 ·
1990 ·
1991 ·
1992 ·
1993 ·
1994 ·
1995 ·
1996 ·
1997 ·
1998 ·
1999 ·
2000 ·
2001 ·
2002 ·
2003 ·
2004 ·
2005 ·
2006 ·
2007 ·
2008 ·
2009 ·
2010 ·
2011 ·
2012 ·
2013 ·
2014 ·
2015 ·
2016 ·
2017